# معاهدة هادياخ
معاهدة هادياخ كانت معاهدة وقعت في 16 سبتمبر 1658 في هادياتش بين ممثلي الكومنولث البولندي اللتواني والأوكرانية القوزاق (ممثلة هيتمان إيفان فيهوفسكي ويوري نيميريش، مهندس المعاهدة، وبافلو تيتيريا). وقد تم تصميمه لرفع القوزاق والروثينيين إلى موقع مساوٍ لمكانة بولندا وليتوانيا في الاتحاد البولندي الليتواني، وفي الواقع تحويل الكومنولث البولندي الليتواني إلى الكومنولث البولندي الليتواني الروثيني («كومنولث ثلاث دول»).

## نص المعاهدة
ترجمة الوثيقة

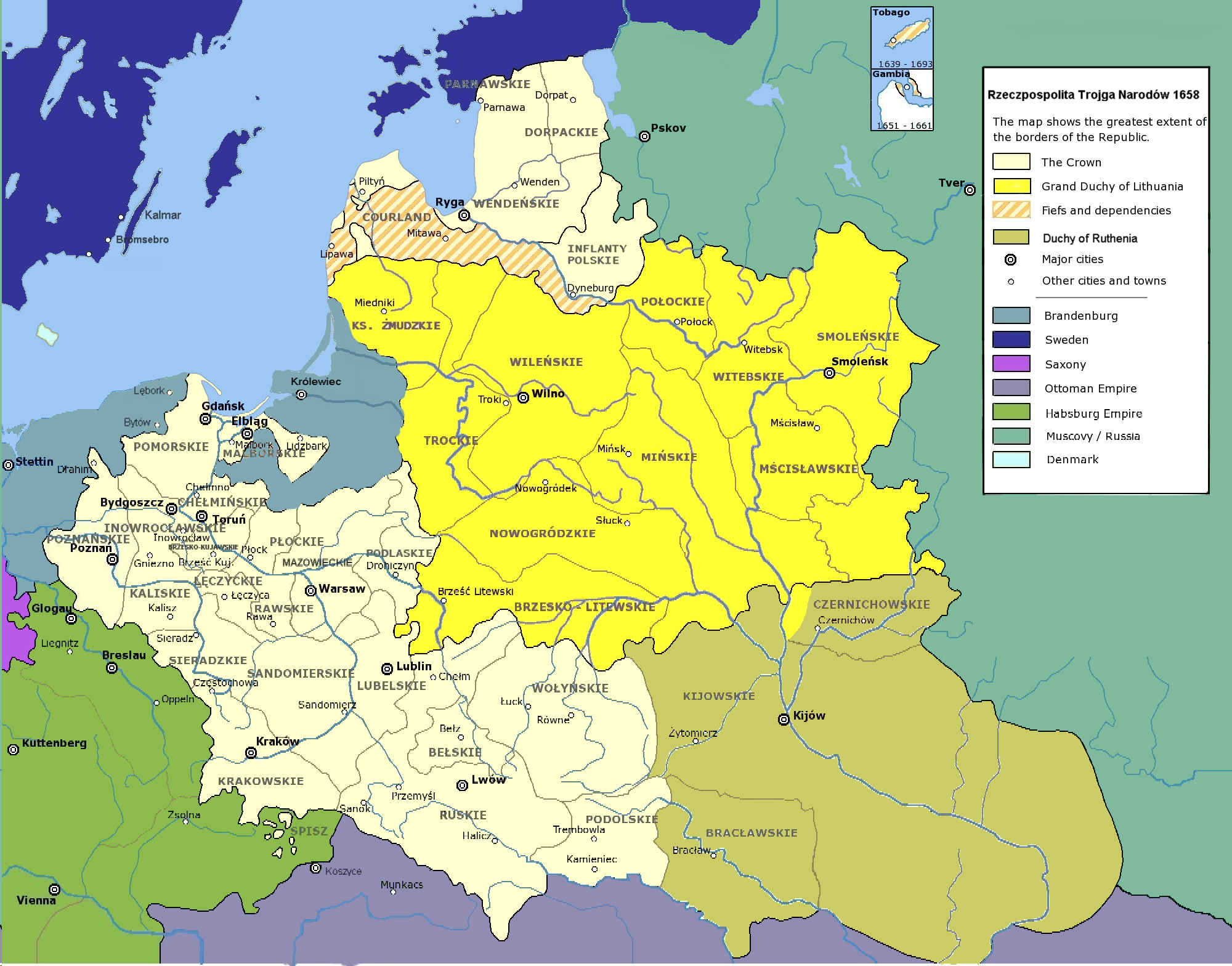
خريطة الكومنولث البولندي الليتواني - الروثيني 1658.

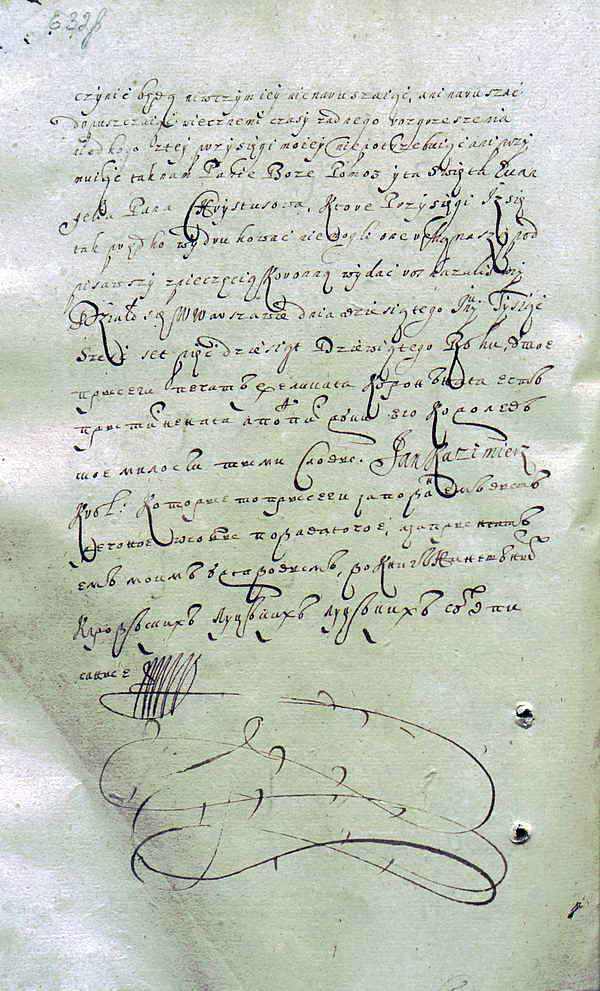
توثيق الملك البولندي يوحنا الثاني كازيمير على معاهدة هادياخ ، 10 يونيو 1659.

قائمة النقاط والطلبات التي تم تقديمها من قبل سيرين هيتمان قوزاق زابوريجيان (منصب رئيس القوزاق الزابوريجيان) وممثل الشعب الروثيني إلى ملك <b>رزيكزبوسبوليتا</b> (أسم بولندا القديم):
1. إنشاء إمارة روس الكبرى  والتي ستكون جنبًا إلى جنب مع مملكة بولندا ودوقية ليتوانيا الكبرى جزءًا من واحد وغير قابل للتجزئة ومتساوية في الحقوق.
2. يحكم الدوقية الجديدة هيتمان زابوريزجيان، الذي تم انتخابه مدى الحياة من بين أربعة مرشحين قد تم اختيارهم من قبل جميع طبقات المجتمع الأوكراني وأكدهم ملك بولندا.
3. في الدوقية الجديدة من المقرر إنشاء مكاتب محلية علي الطريقة البولندية 
4. في الدوقية الجديدة سيتم استعادة القانون والمحاكم وكذلك النظام الإداري الإقليمي للحكم الذي كان موجودًا قبل عام 1648.
5. لا يحق لدوقية إمارة روس الكبرى إقامة علاقات مستقلة مع المقاطعات الأخرى.
7. سُمح بإنشاء مؤسسات طباعة خاصة بالمال تحمل صورة ملك مشترك واحد.
8. عدد القوات المسلحة الخاصة بـ 60.000 من القوزاق و 10000 من المرتزقة.
9. من المقرر استعادة ملكية الأراضي وجميع الواجبات الإلزامية التي كانت موجودة قبل عام 1648.
10. ضمان الحقوق والامتيازات القديمة للقوزاق  بناءً على طلب الهيتمان.
11. على أراضي دوقية إمارة روس الكبرى كان من المقرر إلغاء 1596 اتحاد كنسي، وتعلن حرية الديانات الأرثوذكسية الشرقية والكاثوليكية، وتم منح 5 أساقفة  مقاعد دائمة في مجلس الشيوخ المشترك <b>رزيكزبوسبوليتا</b> (أسم بولندا القديم).
12.لا يكون للقوات المسلحة البولندية والليتوانية أي حق في التواجد على أراضي دوقية إمارة روس الكبرى باستثناء حالات الطوارئ وفي مثل هذه الحالات ستكون تابعة للهتمان.
13. تقرر منح جامعتين نفس المكانة: من المقرر أن تمنح أكاديمية كييف نفس الشهادات التي تتمتع بها جامعة ياغيلونيا في كراكوف وكلية تم إنشاؤها حديثًا مع مرتبة الجامعة.
15. حرية النشر طالما أن المواد المنشورة لن يكون لها اعتداء شخصي على الملك.

## التاريخ والأهمية

هذا تصميم يعود إلى القرن التاسع عشر لشهادة توثيق برامج للكومنولث البولندي الليتواني والروثيني المقترح والذي لم يظهر إلى الوجود أبدًا. وهي تتألف من النسر الأبيض البولندي ، وفارس الشحن الليتواني ، ورئيس الملائكة الروثيني ميخائيل.

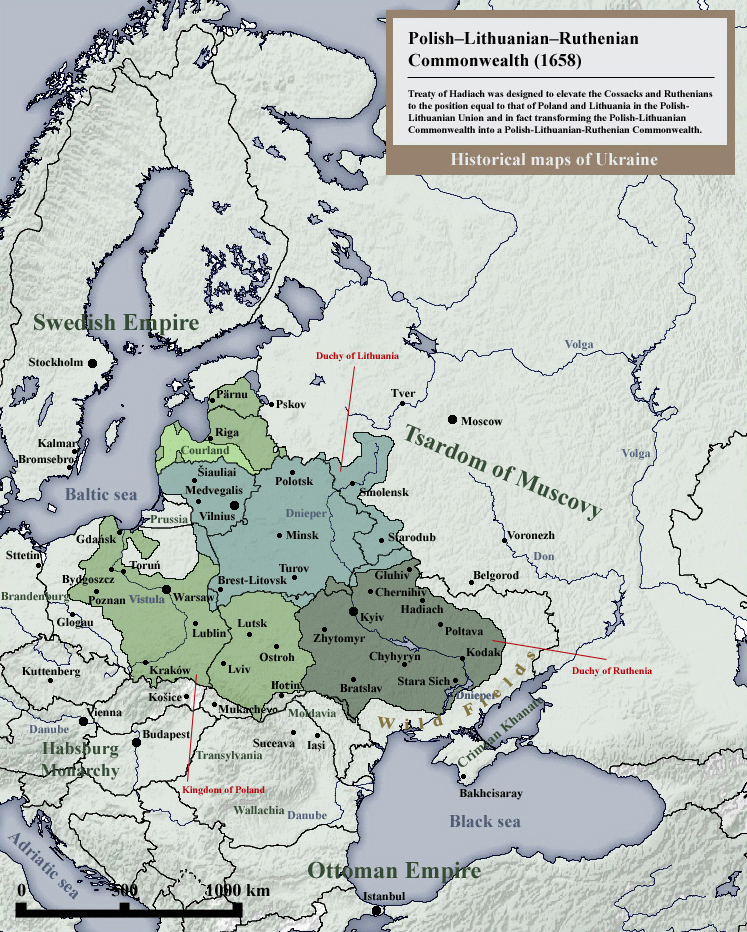
الكومنولث البولندي - اللتواني - الروثيني أو كومنولث الدول الثلاث (1658)

وقد وصف المؤرخ أندرو ويلسون هذا بأنه "أحد أعظم" مافي تاريخ أوكرانيا وأوروبا الشرقية "، إذا تم تنفيذه بنجاح، (ص. 65).
على الرغم من المعارضة الكبيرة لرجال الدين الرومان الكاثوليك، تمت الموافقة على معاهدة هادياخ من قبل الملك والبرلمان البولندي (مجلس النواب) في 22 مايو 1659، ولكن بنص معدل. فتم التخلي تمامًا عن فكرة الدوقية الروثينية داخل الكومنولث.
دعم هيتمان فيهوفسكي المفاوضات مع الكومنولث، خاصة بعد أن قمع تمردا بقيادة العقيد بولتافا، وقطع العلاقات مع روسيا بسبب انتهاكاتها لمعاهدة بيرياسلاف عام 1654. ومع ذلك، اعتبر القوزاق أن معاهدة هادياك «باتت متأخرة جدًا»، وعارضوا بشكل خاص اتفاقية إعادة ملكية الأرض إلي الملكية.و بعد ثورة 1648، كان الكومنولث لا يحظى بشعبية كبيرة بين القوزاق العاديين.
رأى القوزاق ذوو الرتب أن موسكو الأرثوذكسية حليف طبيعي لهم ولم يهتموا بالتحالف مع الكومنولث. علاوة على ذلك، كانت معاهدة هادياخ صفقة بين نخبة القوزاق وبين النبلاء البولنديين ولم يدعمها أغلبية القوزاق، واستمرت بعدها الاضطرابات في أوكرانيا. 
بسبب سلسلة من الخسائر في الحرب الروسية البولندية (1654-1667) ضعفت وضعية الكومنولث المنفق علية. وشعر قيصر روسيا بالتهديد من معاهدة هادياخ، واعتبر الروس المعاهدة عملاً من أعمال الحرب، فحتى قبل التصديق عليها أرسلوا جيشًا إلى أوكرانيا. وعلى الرغم من أن القوات البولندية بقيادة هيتمان ستيفان تشارنيتسكي هزمت القوات الروسية في معركة بولونكا، واستعادت ويلنو في عام 1660، إلا أن الافتقار إلى النجاحات العسكرية الأخرى للكومنولث، وخاصة في أوكرانيا، أدى إلى تقويض دعم القوزاق للكومنولث. ولم يكن نجاح فيهوفسكي المبكر في معركة كونوتوب في يونيو 1659 حاسمًا بما فيه الكفاية، وأعقبته سلسلة من الهزائم. واندلعت الاضطرابات في منطقة بولتافا. وتمرد العديد من القادة الموالين لروسيا واتهموا ستيفان تشارنيتسكي «ببيع أوكرانيا للبولنديين».
استقال فيهوفسكي في أكتوبر 1659 وتقاعد في بولندا.و تم إضعاف الكومنولث من قبل روكوش جيرزي لوبوميرسكي. وإعيدت المعاهدة في في عام 1660تحت اسم معاهدة كودنو.
وفي النهاية، انتصرت روسيا، وفي معاهدة أندروسوفو عام 1667 والسلام االدائم لعام 1686. تم وضع القوزاق الأوكرانيون تحت النفوذ الروسي، مع امتيازات أقل من حكم الهتمانات ومما كان سيُمنح بموجب معاهدة هادياك. بحلول نهاية القرن الثامن عشر، تم تدمير التأثير السياسي للقوزاق بالكامل بواسطة الإمبراطورية الروسية.

## المعاهدة الثانية هادياخ
في أعقاب انتفاضة نوفمبر عام 1831، كانت هناك محاولة لإعادة إنشاء معاهدة هادياخ، لتشكيل كومنولث بولندي - ليتواني - روثيني للتخلص من أنقسام بولندا. عندها تم إنشاء شعار النبالة للكومنولث المقترح. ولكن الروس منعوا الاتفاقية المخطط لها في هادياخ، حيث تمركز ما يقرب من 2000 جندي في هادياخ لضمان عدم عقد الاجتماعات ومنع المرور عبر الجسور القريبة. .